# فيلاريخو دي لا بينييلا
بلدية فيلاريخو دي لا بينييلا (بالإسبانية: Villarejo de la Peñuela)‏، هي إحدى بلديات مقاطعة قونكة إحدى مقاطعات إسبانيا، و التي تقع في منطقة قشتالة لا منتشا وسط البلاد, و المائلة لجهة الشرق من إسبانيا.
يبلغ عدد سكانها 29 نسمة وفقاً لإحصائية سنة (2007).